# Koujalgi, Gokak
Koujalgi là một làng thuộc tehsil Gokak, huyện Belgaum, bang Karnataka, Ấn Độ.